# 816 Juliana
A 816 Juliana (ideiglenes jelöléssel 1916 YV) a Naprendszer kisbolygóövében található aszteroida. Max Wolf fedezte fel 1916. február 8-án.